# Соколов, Дмитрий Дмитриевич (инженер)
Дми́трий Дми́триевич Соколо́в (1917—1987) — советский инженер, лауреат Ленинской премии (1964). Участник Великой Отечественной войны. Кандидат технических наук.

## Биография
Родился в 1917 году в Петрограде.
Окончил Московский институт цветных металлов и золота (1941) и курсы воентехников при Артиллерийской академии имени Дзержинского (июль-сентябрь 1941).
Участник войны (Волховский, Карельский фронты), гвардии инженер-капитан. Демобилизовался в 1946 году.
В 1946—1947 гг. старший инженер Минцветмета СССР. В 1947—1951 гг. начальник цеха, главный технолог Подольского алюминиевого завода.
С марта 1951 по 1959 год директор Подольского опытного завода МСМ СССР.
С 1959 по 1965 г. главный инженер завода № 12 в г. Электросталь (сейчас — ПАО «Машиностроительный завод»). Руководил отработкой технологии получения бериллия, металлического урана и изделий из него для ядерных реакторов.
С 1965 г. в центральном аппарате Минсредмаша: зам. главного инженера 16 ГУ, зам. начальника научно-технического управления (НТУ).

## Награды
Лауреат Ленинской премии 1964 года («закрытым» Постановлением) — за работу по коренному усовершенствованию методов производства в области металлургии урана. Награждён орденами Красной Звезды (15.02.1944), Отечественной войны II степени (06.04.1985), Трудового Красного Знамени (11.09.1956), медалями «За оборону Ленинграда» (22.12.1942), «За оборону Советского Заполярья» (05.12.1944), «За победу над Германией в Великой Отечественной войне 1941—1945 гг.» (09.05.1945).